# Chrysogaster basalis
Chrysogaster basalis es una especie de sírfido. Se distribuyen por el paleártico en Europa y el Magreb.